# Kornowac
Kornowac (niem. Kornowatz) – wieś w Polsce położona w województwie śląskim, w powiecie raciborskim, w gminie Kornowac.
W latach 1975–1998 miejscowość administracyjnie należała do województwa katowickiego.
Miejscowość jest siedzibą gminy Kornowac.

## Wieś w liczbach
Według Narodowego Spisu Powszechnego Ludności i Mieszkań z 2021 roku liczba ludności we wsi Kornowac to 895. 50,6% mieszkańców stanowią kobiety, a 49,4% ludności to mężczyźni. Miejscowość zamieszkuje 17,3% mieszkańców gminy.

## Geografia
Miejscowość jest położona wysoko nad doliną Odry.

## Historia
Nazwa miejscowości, według podania wywodzi się z imiona Garno i Vac – braci, którzy tutaj osiedlili, lub od słowa koronaciec – czyli w kształcie korony.
Wzmiankowana około roku 1300. W 1308 roku jako Coronovatiz oraz Wurndorf nadana przez księcia Leszka w posiadanie dziedziczne klasztorowi dominikanek w Raciborzu.
W okresie międzywojennym w miejscowości stacjonował komisariat Straży Granicznej i placówka II linii SG „Kornowac”.

## Zabytki

### Kapliczki
- Kapliczka św. Jana, zwana Świyntyjon – pochodzi z XIX wieku, murowana w stylu neogotyckim, z wieżyczką zakończoną iglicą w kształcie ostrosłupa, przedsionek z ostrołukowato zamkniętym wejściem, w środku znajduje się figura św. Jana Nepomucena.
- Kapliczka, zbudowana na początku XIX wieku w stylu klasycystycznym, w której znajduje się obraz Matki Bożej z XVIII wieku.